# Glympis phaeotherma
Glympis phaeotherma är en fjärilsart som beskrevs av George Francis Hampson 1926. Glympis phaeotherma ingår i släktet Glympis och familjen nattflyn. Inga underarter finns listade i Catalogue of Life.